# Fundació de l'Espanyol Urgent
La FundéuRAE, abans Fundéu BBVA (Fundació de l'Espanyol Urgent) és una fundació creada el febrer de 2005 a Madrid per vetllar pel bon ús del castellà en els mitjans de comunicació, especialment els informatius, i compta amb l'assessorament de la Reial Acadèmia Espanyola, i molts dels presidents del patronat també ho han estat de la RAE. Creada a iniciativa del Departament d'Espanyol Urgent de l'Agència EFE, fruit de l'acord de l'agència amb el Banco Bilbao Vizcaya Argentaria, que va deixar la fundació en 2019, en 2020 el patrocini va passar a ser de la RAE, canviant el nom a FundéuRAE, compta a més amb el copatrocini de l'empresa de comunicació Prodigioso Volcán. El seu àmbit d'actuació és el món de parla castellana.

## Activitats
La fundació, que va ser promoguda pel llavors president de l'Agència EFE Àlex Grijelmo, és, com va assenyalar el seu primer president, Víctor García de la Concha, «un pas fonamental per a la unitat de la llengua» i és, juntament amb l'Institut Cervantes i la Reial Acadèmia Espanyola, una de les principals entitats sobre l'ús i la norma del castellà actual (d'aquí el nom d'urgent).
Per ajudar els usuaris del castellà, la fundació publica cada dia una recomanació sobre el bon ús, basada en els dubtes detectades als principals mitjans de comunicació. Aquests consells es publiquen a la pàgina web i es distribueixen a través de les xarxes socials i de les línies de l'Agència EFE.
La Fundéu BBVA
- manté la Wikilengua des de setembre de 2007, un lloc col·laboratiu amb tecnologia wiki i llicència de Creative Commons, sobre norma, ús i estil del castellà.
- manté oberts perfils a les xarxes socials;
- des de l'any 2013 tria la paraula castellana de l'any: escrache (2013), selfi (2014), refugiado (2015), populismo (2016), aporofobía (2017), microplástico (2018)[3] i emoticono (2019);[4]
- participa en programes de ràdio sobre la llengua;
- elabora, juntament a EFE Ràdio, «El español urgente con Fundéu», un microespai sobre llenguatge i actualitat que s'emet setmanalment a Ràdio 5.[5]
- organitza anualment en col·laboració amb la Fundació San Millán de la Cogolla un seminari internacional de llengua i periodisme;
- participa en el projecte Diccionario fácil, impulsat per Plena Inclusión Madrid per afavorir la comprensió lectora de les persones amb discapacitat intel·lectual.

## Antecedents
A la fi de la dècada de 1970 el president de l'Agència EFE, Luis María Anson, va encarregar l'acadèmic Fernando Lázaro Carreter amb la redacció del primer Manual d'estil per als redactors de l'agència, que es va publicar el 1978. Aquest va ser el primer esglaó d'un procés que va seguir amb la creació el 1980, en col·laboració amb l'Institut de Cooperació Iberoamericana (ICI), del Departament d'Espanyol Urgent (DEU), format per un grup de membres de la Reial Acadèmia Espanyola i un equip de filòlegs que es reunia setmanalment amb els responsables de la redacció per analitzar els dubtes i errors sorgits a les notícies, atenent les consultes dels periodistes i revisava els teletips per detectar els errors i aconsellar les formes correctes. Aquesta estructura del DEU es va mantenir així fins al 2005, quan Álex Grijelmo va ser nomenat president d'EFE i va crear, amb el patrocini del Banc BBVA la Fundéu BBVA.

## Història
El seu primer president fou el director de la RAE Víctor García de la Concha. El gener del 2012 la Fundéu BBVA, en la persona de que va ser president entre 2010 i 2014, José Manuel Blecua, va ser guardonada amb el premi Miguel Moya que concedeix l'Associació de la Premsa de Madrid (APM) a una persona, no específicament periodista, de la qual es reconeix una tasca àmplia i destacada en el camp del periodismo. En 2014 Dario Villanueva va ser nomenat president de la fundació.
El juliol del 2016 es crea la Fundéu GA a la República Dominicana gràcies al patrocini de la Fundació Guzmán Ariza Pro Academia Dominicana de la Lengua i el 2017, a través d'un acord amb la fundació Instituto Internacional de la Lengua Española (FIILE) a Argentina.
En 2019, coincidint amb la finalització del patrocini del BBVA, Mario Tascon fou nomenat President, i en 2020 el patrocini va passar a ser de la RAE, canviant el nom a FundéuRAE.

## Publicacions
- Manual de español urgente, diferents edicions des de 1976
- Escribir en internet: guía para los nuevos medios y las redes sociales, 2012
- Compendio ilustrado y azaroso de todo lo que siempre quiso saber sobre la lengua castellana (2012)
- Segundo compendio ilustrado y deleitoso de todo lo que siempre quiso saber sobre la lengua castellana (2016)
- El español más vivo. 300 recomendaciones para hablar y escribir (2015)
- 1001 curiosidades, palabras y expresiones del español (2020)[9]